# Gheorghe Gheorghiu-Dej
Gheorghe Gheorghiu-Dej (numele la naștere Gheorghe Gheorghiu, n. 8 noiembrie 1901, Bârlad, Tutova, România – d. 19 martie 1965, București, România; [ˈɡe̯orɡe ɡe̯orˈɡi.u deʒ] ⓘ) a fost liderul comunist al României din 1947 până la moartea sa și președinte al Consiliului de Stat al Republicii Populare Române în perioada 21 martie 1961 - 19 martie 1965.
Atitudinea politică a lui Gheorghiu-Dej a fost ambivalentă până la moartea lui Stalin, iar imediat după aceea a început procesul de destalinizare a României, prin susținerea creării industriei grele, eliminarea influenței culturale a URSS-ului, încurajarea sentimentelor antisovietice și stabilirea de relații diplomatice cu statele occidentale capitaliste, inclusiv cu Statele Unite ale Americii.

## Tinerețea
Gheorghe Gheorghiu s-a născut într-o familie de muncitori bârlădeni, tatăl era Tănase Gheorghiu și mama sa, Ana. La vârsta de doi ani a fost înfiat de unchiul său Nicolae Gheorghe Ionescu din Moinești, Bacău și a urmat învățământul gimnazial în actuala școală nr. 1 „Ștefan Luchian”. După terminarea școlii a lucrat la o fabrică de cherestea, la o țesătorie, iar apoi s-a angajat la meșteri dogari din Piatra Neamț și Moinești.. S-a calificat în meseria de electrician la societatea petrolieră „Steaua Română” din Moinești, iar apoi a lucrat la atelierele CFR Galați. A participat la greva generală a muncitorilor din Valea Trotușului, în anul 1920. Între anii 1919 și 1921 a lucrat ca electrician la Câmpina, după care s-a întors la Galați, unde s-a angajat ca electrician la o stație de triaj. Transferul de la stația din Galați la stația de triaj din orașul Dej (ca urmare a acuzației de „agitație comunistă”) i-a adus și supranumele „Dej”. De-a lungul timpului, i se va spune „Machiavelli al Balcanilor” pentru că avea o „formidabilă capacitate de intrigă și manipulare”.
În 1926 s-a căsătorit la Galați, cu Maria Stere Alexe, fiica unui sifonar. Au avut două fiice: Vasilica (viitoarea actriță de cinema Lica Gheorghiu, n. 15 martie 1928) și Constanța („Tanți”), născută în 1931.
În 1930 a intrat în rândurile Partidului Comunist din România. A fost arestat între martie 1933 și august 1944, ca urmare a rolului jucat în organizarea grevei de la Atelierele CFR Grivița din București.
La 2 februarie 1933, muncitorii ceferiști de la Atelierele CFR Grivița din București au declanșat o grevă, după ce guvernul anulase înțelegerile mai vechi cu privire la condițiile de muncă. Greva s-a extins și la ceferiștii din Cluj și Iași. La 14 februarie au fost arestați Gheorghiu-Dej și alți membri ai Comitetului Central de Acțiune, iar în 15 februarie au avut loc ciocniri violente între muncitori și poliție în care au murit câțiva ceferiști. Dej a fost judecat ca instigator, alături de Constantin Doncea, Chivu Stoica, Dumitru Petrescu, Ilie Pintilie și Gheorghe Vasilichi și de alți 100 de „agitatori”. La 19 august 1933 a fost condamnat prin Sentința nr. 571 la 12 ani de muncă silnică, în urma procesului de la Craiova, începându-și ispășirea pedepsei în închisoarea Doftana, lângă Câmpina, trecând și la penitenciarul Caransebeș și pe la lagărul de la Târgu Jiu. În 1936 este ales în absență, membru al CC al PCdR, devenind lider al facțiunii din închisori a partidului (termenul face distincția dintre comuniștii încarcerați în țară și cei aflați în exil în Uniunea Sovietică – facțiunea moscovită). Și-a consolidat autoritatea în interiorul organizației de partid a închisorilor cu ajutorul unui grup de agenți sovietici închiși în România: Pintilie Bodnarenko-Pantiușa, Serghei Nikonov - Nicolau, Petea Gonciaruk, Vasile Bucikov, Mișa Posteuca etc.

Grupul din țară al Partidului Comunist care și-a petrecut anii de război în lagărul de la Târgu Jiu îi includea pe Gheorghe Apostol, Nicolae Ceaușescu, Miron Constantinescu, Alexandru Drăghici, Teohari Georgescu și Alexandru Moghioroș.

Desen reprezentând pe Gheorghe Gheorghiu la vârsta de 18 ani împărțind manifeste printre muncitorii de pe Valea Trotușului, posibil Moinești (1919)

Dat fiind statutul său de lider comunist de frunte, este transferat în lagărul de la Târgu Jiu în timpul regimului lui Ion Antonescu, aici petrecându-și cea mai mare parte a detenției în timpul celui de-al doilea război mondial. Închis în aceeași celulă cu Nicolae Ceaușescu, devine mentorul politic al acestuia din urmă. La 12 august 1944, înainte de lovitura de stat, a evadat din închisoare, fiind adăpostit în subsolul unei case din Râmnicu-Vâlcea de către o rudă a preotului Petre Stoenac.

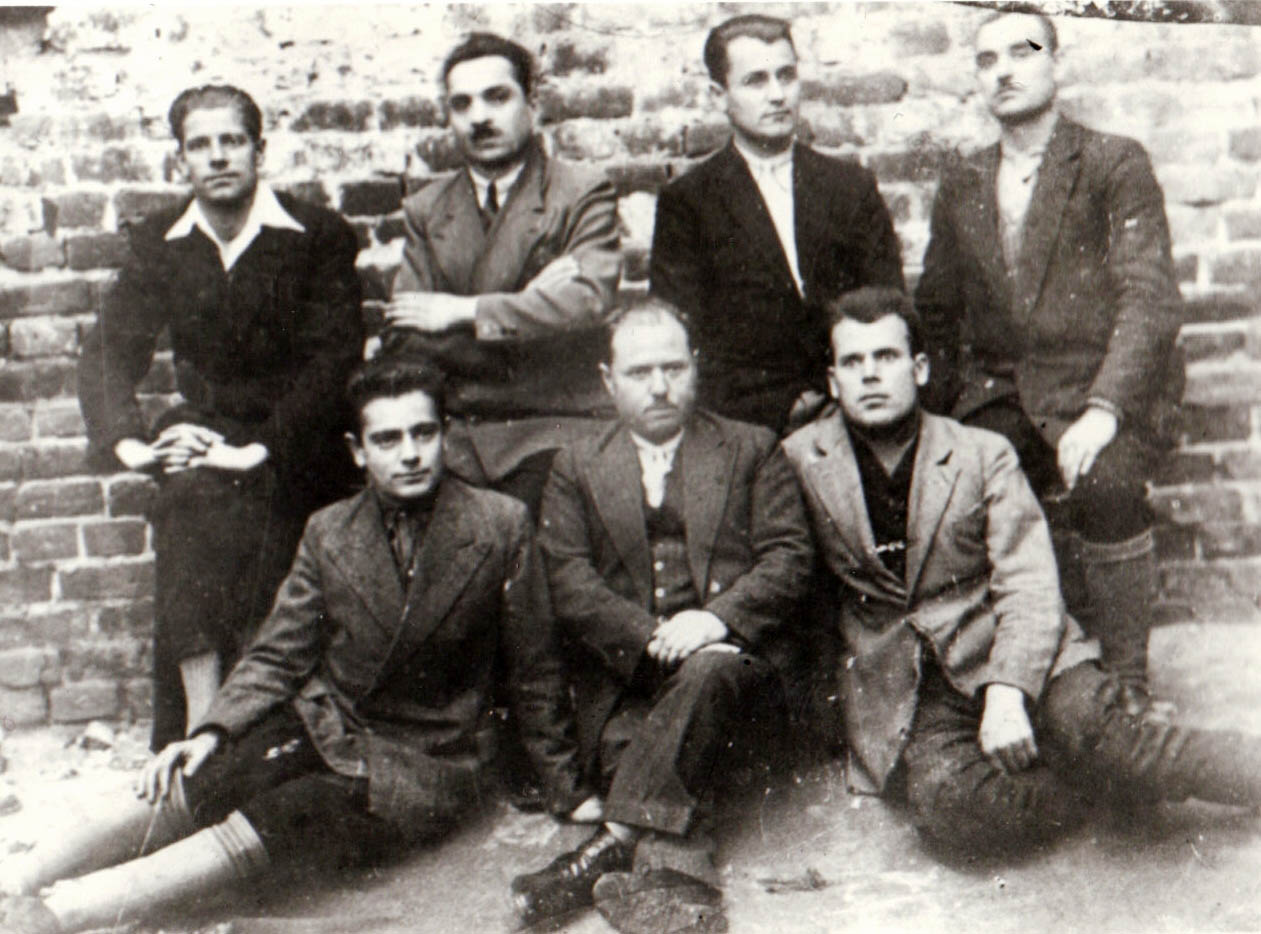
Dej (primul din dreapta) în curtea închisorii din Craiova în timpul procesului conducătorilor luptelor de la C.F.R. Grivița

A fost ales Secretar general al Partidului Comunist Român la Conferința națională din 16 octombrie 1945 și a condus PCR în colaborare cu Ana Pauker, Vasile Luca și Teohari Georgescu, care au fost aleși membri ai Biroului Politic și secretari. A reușit să dețină controlul asupra partidului în mai-iunie 1952, când a epurat partidul de membrii facțiunii moscovite, "antipartinice", în frunte cu Ana Pauker (liderul neoficial al partidului de la terminarea războiului care sosise de la Moscova la București și care s-a bucurat multă vreme de sprijinul lui Stalin). În guvernul generalului Sănătescu a fost ministru al Comunicațiilor și lucrărilor publice. La mijlocul lunii ianuarie 1945, Gheorghiu-Dej și Ana Pauker au făcut o călătorie la Moscova pentru convorbiri cu conducătorii de partid sovietici, Stalin și Viaceslav Molotov. În urma acestei întâlniri, Gheorghiu-Dej și comuniștii din jurul său s-au asigurat de sprijinul de care aveau nevoie în drumul lor spre cucerirea puterii. După întoarcerea delegației, Frontul Național Democrat - o coaliție politică promovată de către Partidul Comunist - a inițiat o campanie sistematică pentru înlocuirea guvernului Rădescu cu un guvern propriu. La 6 martie 1945, Regele Mihai a anunțat formarea unui guvern condus de Petru Groza, care fusese impus de către Uniunea Sovietică.

### Ascensiunea în PCR ca secretar general
La 16 octombrie 1945 a fost convocată prima Conferință Națională a Partidului Comunist Român, la care delegații au ales un Comitet Central, un Birou Politic, format din Gheorghiu-Dej - secretar general, Ana Pauker și Teohari Georgescu -secretari. În raportul prezentat Conferinței, Gheorghiu-Dej a propus industrializarea țării, cu accent pe industria grea și pe crearea unor noi surse de energie, în special prin electrificare.
La 1 decembrie 1946, Gheorghiu-Dej, secretar general al Partidului Comunist, a obținut conducerea Ministerului Economiei Naționale (care a fost numit în anul următor Ministerul Industriei și Comerțului), a cărui funcție principală era mobilizarea tuturor resurselor țării în vederea îndeplinirii politicii economice comuniste. În această calitate, el a avut grijă să fie îndeplinite obligațiile economice ale României față de Uniunea Sovietică, în conformitate cu prevederile armistițiului din 1944, și a estimat resursele și bogățiile naționale în perspectiva naționalizării. Această sarcină specială a presupus deplasări repetate la Moscova.
În 1946-1947 Gheorghiu-Dej a fost membru al delegației române conduse de Gheorghe Tătărescu la tratativele de pace de la Paris. Delegația română pentru negocierile de pace cu România, de la Paris, condusă de Tătărescu, a inclus pe Gheorghiu-Dej și Lucrețiu Pătrășcanu. Ei au încercat la negocieri, fără succes, să obțină recunoașterea statutului de cobeligeranță pentru România, dar pe de altă parte, nu au obiectat față de anexarea sovietică a Basarabiei și a Nordului Bucovinei.
La 5 octombrie 1947 s-a ținut ultimul congres al Partidului Social Democrat la care au participat ca invitați Petru Groza, Gheorghe Gheorghiu-Dej și Ana Pauker, la care a fost adoptată cu aclamații o rezoluție cu privire la unirea cu Partidul Comunist. După formarea Partidului Muncitoresc Român, fostul Partid Social Democrat condus de Titel Petrescu a fost dispersat prin intimidarea și arestarea activiștilor săi, liderul însuși, Titel Petrescu, a fost arestat în mai 1948 și întemnițat fără judecată.
La primul Congres, desfășurat la 21-23 februarie 1948, al noului Partid Muncitoresc Român, alcătuit prin fuziunea dintre PCR și Partidul Social Democrat, Gheorghiu-Dej a fost ales secretar general, iar Ana Pauker, Vasile Luca și Teohari Georgescu au fost numiți în secretariatul partidului și în Biroul Politic. Lucrețiu Pătrășcanu nu a mai fost ales în nici unul dintre forurile conducătoare ale partidului, iar la scurt timp după aceea a fost demis din funcția de Ministru al Justiției.
În cadrul Secretariatului C.C. al P.M.R. a coordonat activitatea Comisiei Controlului de Partid, Consiliului Central al Sindicatelor din R.P.R., Secțiilor de Industrie Grea și Agrară ale C.C. al P.M.R. și Direcției Treburilor a C.C. al P.M.R. (din 7 octombrie 1955).

## Lider al României
Regimul Dej se caracterizează prin lupta pentru epurarea politică în interiorul partidului și eliminarea adversarilor, epurare care a cunoscut trei etape:
- Prima etapă începe în 1946 prin lichidarea/asasinarea lui Ștefan Foriș, secretar general al Partidului până în aprilie 1944, și atinge punctul culminant în 1948 prin arestarea lui Lucrețiu Pătrășcanu care a fost condamnat la moarte și executat. Responsabilitatea pentru decizia de înlăturare a lui Foriș a fost pe bună dreptate atribuită lui Dej în perioada comunistă, însă există bănuieli că hotărârea fusese luată la Moscova, deoarece un rol esențial în punerea ei în practică a fost jucat de Emil Bodnăraș.[14] Bodnăraș i-ar fi înmânat lui Foriș o notă dactilografiată prin care i se ordona să predea toate materialele partidului și prin care era autorizată arestarea sa la domiciliu. Bodnăraș i-a spus lui Foriș că ordinul venise din Uniunea Sovietică.
- A doua etapă a epurării a vizat pe Ana Pauker, Vasile Luca și Teohari Georgescu. Vasile Luca a fost arestat în 16 august 1952, condamnat la moarte în 1954, pedeapsă comutată în închisoare pe viață.[3] Ana Pauker a fost arestată în 20 februarie 1953, pentru o vreme, după care a trăit uitată în București. Teohari Georgescu a fost eliminat din conducerea de partid și de stat o dată cu Ana Pauker și Vasile Luca. Teohari Georgescu a fost reabilitat politic de Ceaușescu și reintrodus în Comitetul Central.
- A treia etapă debutează în iunie 1957, an în care la Plenara din iunie sunt anihilați Iosif Chișinevschi și Miron Constantinescu. Chișinevschi a fost "asociat" cu Miron Constantinescu, construindu-se ficțiunea unei conspirații, care l-ar fi inclus și pe Constantin Pârvulescu.

Acuzațiile împotriva „deviaționiștilor” Ana Pauker, Vasile Luca și Teohari Georgescu au fost concepute de Miron Constantinescu, Iosif Chișinevschi și Alexandru Moghioroș, sub supravegherea consilierilor sovietici, dintre care cel mai important a fost Aleksandr Mihailovici Saharovski, consilierul sovietic în probleme de securitate de pe lângă Ministerul de Interne. Un alt consilier despre care se spune că a fost consultat a fost Mark Borisovici Mitin, membru al Comitetului Central al PCUS.

### Influența sovietică

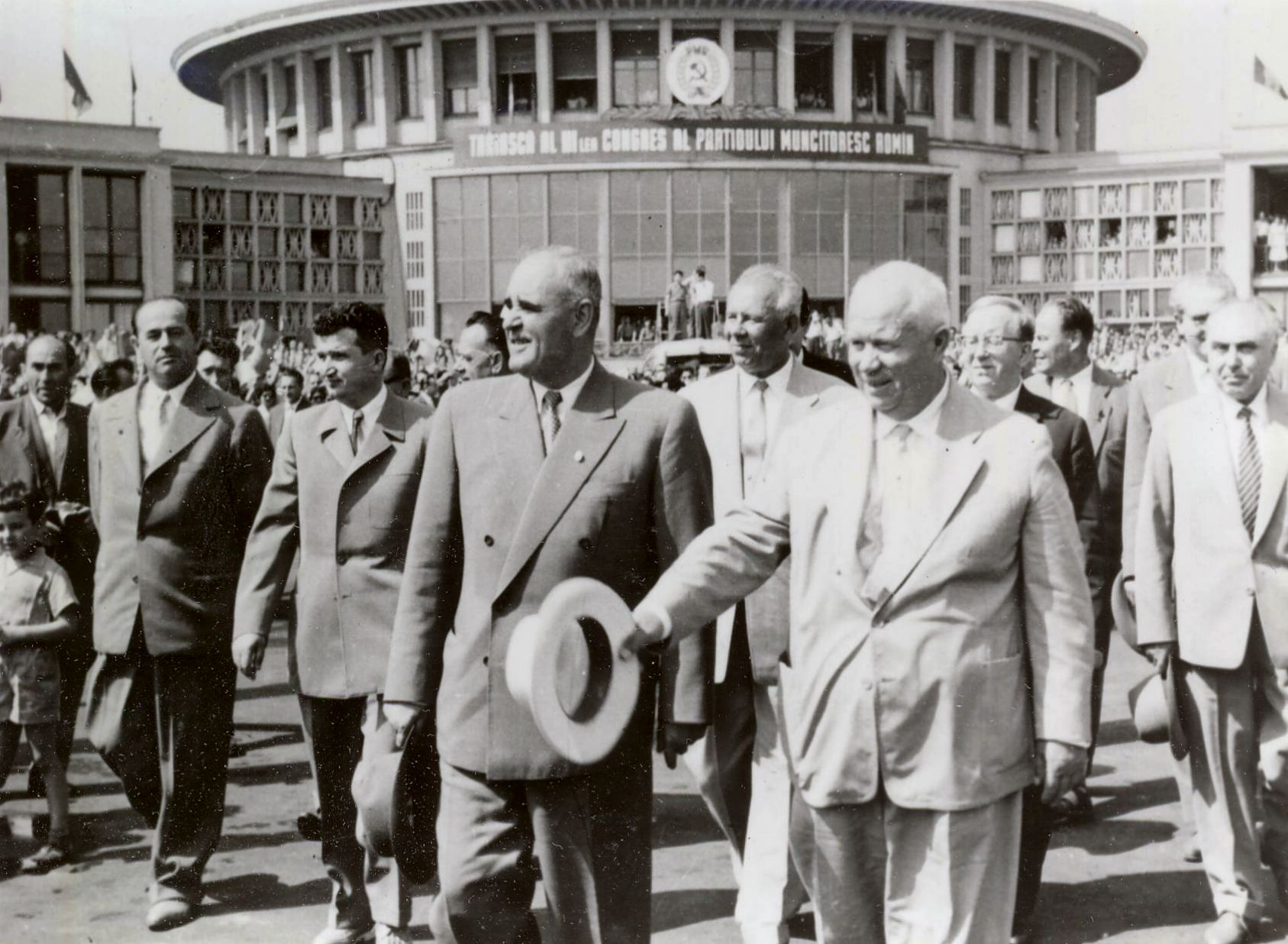
Gheorghiu-Dej cu Hrușciov în 1960

Influența politică sovietică din timpul lui Stalin s-a exercitat prin liderii de partid, în frunte cu Gheorghe Gheorghiu-Dej (perceput în toate mediile ca un lider animat de convingeri staliniste puternice). Influența economică sovietică s-a materializat prin crearea companiilor mixte Sovrom, prin care economia română a fost transformată după modelul economiei planificate centralizate sovietice. Dintre acestea, cele mai importante pentru Uniunea Sovietică au fost Sovrompetrol și Sovromtransport, care au intrat în funcțiune imediat. Ultimul sovrom, Sovromcuarțitul a fost revândut românilor abia în anul 1956, punându-se astfel capăt unei forme de exploatare economică directă de către ruși.
La nivel politic, toate inițiativele românești trebuiau să aibă aprobarea lui Iosif Stalin. Gheorghiu-Dej a manevrat de așa natură tendințele antisemite ale liderului de la Kremlin din ultima parte a vieții sale, pentru a obține permisiunea de epurare din partid a liderilor de origine evreiască, acuzați de „cosmopolitism”. În această acțiune, Gheorghiu-Dej s-a bazat pe Departamentul Securității Statului, creat cu sprijinul sovietic. Mișcarea lui politică s-a înscris în cadrul mai general al epurărilor Proceselor de la Praga și al Complotului doctorilor de la Kremlin. Gheorghe Gheorghiu-Dej nu poate totuși să fie considerat un antisemit. Deși cei mai mulți politicieni epurați erau evrei (în frunte cu Ana Pauker), în tabăra proprie se aflau în egală măsură evrei, așa cum a fost Gheorghe Gaston Marin. Gheorghiu-Dej a țintit în principal creșterea gradului de control asupra partidului și s-a folosit de naționalism și antisemitism pentru a câștiga simpatia populară.
Până la moartea lui Stalin din 1953, Gheorghiu-Dej nu a schimbat cu nimic linia de represiune politică insuflată de la Moscova, represiune care viza întreaga societate românească. (În România fusese instaurat un regim penitenciar asemănător Gulagului sovietic, principalul lagăr fiind cel al Canalului, înființarea cărui fusese personal sugerată de Stalin). Pentru consolidarea puterii sale, Dej nu s-a dat în lături să elimine și lideri de etnie română, instigând la eliminarea fizică a lui Ștefan Foriș (1946) și la arestarea lui Lucrețiu Pătrășcanu (1948). Cel puțin în cazul celui din urmă, motivul înlăturării lui nu era nici cosmopolitismul, nici antisemitismul mascat – Pătrășcanu era unul dintre membrii facțiunii secretariatului și unul dintre naționaliștii fervenți ai partidului. De fapt, fusese acuzat că era „agent al Poliției fasciste burgheze și al serviciilor secrete britanice”, spionaj în favoarea „imperialiștilor”, „exponent al ideologiei burgheze” și că „a supraestimat forțele dușmanului de clasă, ajutat poate și de puterile imperialiste occidentale”. De asemenea, a fost acuzat că colaborase cu imperialiștii anglo-americani pentru răsturnarea regimului instituit la 6 martie 1945 și că dăduse informații secrete în legătură cu securitatea statului serviciilor secrete engleze și americane. Aceste acuzații au fost aduse în fața unui tribunal militar și au condus la condamnarea sa la moarte, pe care o stipulase Gheorghiu-Dej, cu aprobarea sovieticilor. Invidia lui Gheorghiu-Dej față de creșterea popularității lui Pătrășcanu în Partid în anii 1944-1945 fusese generată și de capacitățile intelectuale ale acestuia din urmă: dacă Dej avea puține studii și nu publicase nimic, în perioada 1944-1945 Pătrășcanu a publicat două studii politice importante și era autorul câtorva articole din ziarul Scânteia despre industrializarea din România (Sub trei dictaturi, în 1944, Un veac de frământări sociale, în 1945).
După înlăturarea lui Nikita Hrușciov din calitatea de lider sovietic, la 14 octombrie 1964, Gheorghiu-Dej l-a convocat pe ambasadorul sovietic la 21 octombrie și i-a cerut retragerea consilierilor KGB din România. În 22 octombrie, președintele KGB, Vladimir Efremovici Semiceastnâi, i-a trimis o telegramă lui Alexandru Drăghici (ministrul de interne) , amintindu-i că România trăia sub „umbrela protectoare a Moscovei”. După discuții între partea română și cea sovietică, inclusiv între Gheorghiu-Dej și Leonid Ilici Brejnev, în cele din urmă în decembrie 1964 consilierii sovietici au fost retrași.

### Relația României cu CAER
CAER a adoptat în iunie 1962, la insistențele lui Hrușciov, „Principiile diviziunii internaționale a muncii”. Liderul sovietic și-a expus opiniile în acest sens într-un articol din revista „Kommunist”, publicat în august 1962. Aceste texte erau contrare concepției conducerii comuniste a României despre colaborarea economică intersocialistă, ele reafirmau principiul diviziunii între „nordul industrial” și „sudul agrar”. Se insista pe necesitatea transformării CAER-ului într-un organism supranațional, cu largi drepturi de coordonare a politicilor economice naționale. În anii 1962-1963 s-au exercitat numeroase presiuni, fie direct de Hrușciov și Walter Ulbricht, fie în cadrul unor consfătuiri CAER, pentru a-i lămuri pe politicienii români asupra avantajelor integrării economice. Campania a culminat în aprilie 1964 prin publicarea planului Valev de alcătuire a unui „complex economic interstatal” în zona Dunării de Jos, care ar fi înglobat părțile de sud ale Uniunii Sovietice (Basarabia și sudul Ucrainei, 12.000 km pătrați), zonele de sud-est ale României (100.000 km pătrați) și de nord ale Bulgariei (38.000 km pătrați). Conducerea politică a României a răspuns în mod energic, respingând planul și considerând pe bună dreptate planul ca o încercare de „dezmembrare a economiei naționale și a teritoriului național” (Vlad Georgescu, op. cit. p. 269).

### Stil de conducere

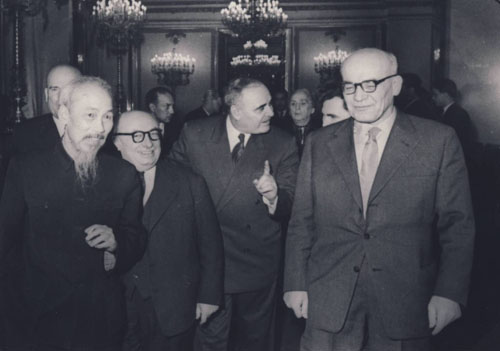
Chivu Stoica, Ho Și Min, Jacques Duclos, Dej, Dolores Ibárruri și Władysław Gomułka la Moscova

Gheorghiu-Dej a fost deranjat de reformele lui Nikita Hrușciov și de declanșarea procesului de destalinizare, care îi punea în primejdie poziția din fruntea partidului, dat fiind statutul său de până atunci, de stalinist. Atunci când, sub influența hrușciovismului s-a pus problema separării de moștenirea lui Stalin, Gheorghiu-Dej a susținut că „ne-am destalinizat în timpul lui Stalin”. El a lansat formula „Nu avem pe nimeni de reabilitat post-mortem”, întrucât, susținea liderul român, „nucleul sănătos” al partidului, grupat în jurul lui, reușise să înlăture încă din 1952, pe exponenții practicilor staliniste: Ana Pauker, Vasile Luca și Teohari Georgescu.
Atitudinea politică a lui Gheorghiu-Dej a fost ambivalentă. Dacă în 1954 el hotăra eliberarea a numeroși prizonieri politici, în același an Securitatea organiza un nou val de arestări ale oponenților regimului și de noi epurări. Mulți dintre supraviețuitorii acestui nou val de arestări au fost eliberați în 1964, când Dej mai era încă în fruntea partidului și statului. Un nou val de represiune a fost inițiat după înfrângerea de către sovietici a revoluției maghiare din 1956. Unii dintre liderii acestei mișcări antisovietice în frunte cu Imre Nagy au fost deținuți de sovietici o vreme în România.
După anul 1958 a urmat un nou val de persecuții antiintelectuale: procese intentate unor cunoscuți intelectuali, între care Constantin Noica și Alexandru Paleologu, ședințe de „demascare” a unor artiști, scriitori, profesori și studenți, prigonirea intelectualității maghiare etc.
Gheorghiu-Dej a inițiat, împreună cu Ion Gheorghe Maurer strategia „stalinismului național, respectiv acea linie politică bazată pe menținerea unei drastice ortodoxii în politica internă, combinată cu o deschidere spectaculoasă în relațiile cu Occidentul.” (Vladimir Tismăneanu, op. cit. 1995, p. 129).

### Lagărele de muncă
Gheorghe Gheorghiu-Dej a fost direct implicat în aplicarea terorii comuniste în România. Prin Decretul Prezidiului Marii Adunări Naționale din 14 ianuarie 1950 au fost legalizate lagărele de muncă, cunoscute inițial ca "Unități de Muncă". Scopul acestora era „reeducarea elementelor ostile față de Republica Populară Română și pentru pregătirea și integrarea acestor elemente în viața socială a unei democrații populare în plină construcție a socialismului” (art. 1 al Decretului nr. 6). Persoanele pasibile de a fi internate în lagăre erau definite într-un ordin al lui Gheorghe Pintilie, șeful Securității, emis la 3 aprilie 1950. Erau incluși „toți cei care lansează sau răspândesc zvonuri alarmiste, tendențioase sau ostile, sau ascultă sau răspândesc propaganda nerușinată a posturilor de radio imperialiste; toți cei care defăimează Partidul Muncitoresc Român sau pe conducătorii săi, sau Uniunea Sovietică și conducătorii ei; toți acei cetățeni români care au frecventat sau frecventează bibliotecile și ambasadele puterilor capitaliste în România”.
În primăvara anului 1950, în perioada ruperii de facto a relațiilor cu țările occidentale, regimul comunist a început să-i aresteze pe cei care frecventau institutele și bibliotecile occidentale. Mulți studenți au fost arestați, între care a fost și Șerban Papacostea, reținut pentru că a frecventat biblioteca franceză din București. A fost deținut la lagărul de muncă de la Capul Midia (este de menționat că după 1990, Papacostea a fost directorul Institutului de Istorie „N. Iorga” din București, între 1990 și 2001, precum și membru al Academiei Române).
La 22 august 1952, Consiliul de Miniștri a adoptat rezoluția 1554 prin care lagărele erau desemnate „colonii de muncă”. Documentul a fost semnat de Gheorghiu-Dej, în calitate de președinte al Consiliului. Rezoluția introducea pedeapsa domiciliului forțat, sau exilul intern, pentru cei care nu fuseseră „reeducați” în închisoare sau în lagărele de muncă. Erau incluși aici foști moșieri, bancheri și comercianți angrosiști, rudele apropiate de sex feminin ale celor care părăsiseră țara înainte de 1944 (legionarii). Erau excluși de la aceste prevederi artiștii, sculptorii, compozitorii și academicienii „care lucrează cinstit și sunt utili societății”.

### Crearea industriei grele

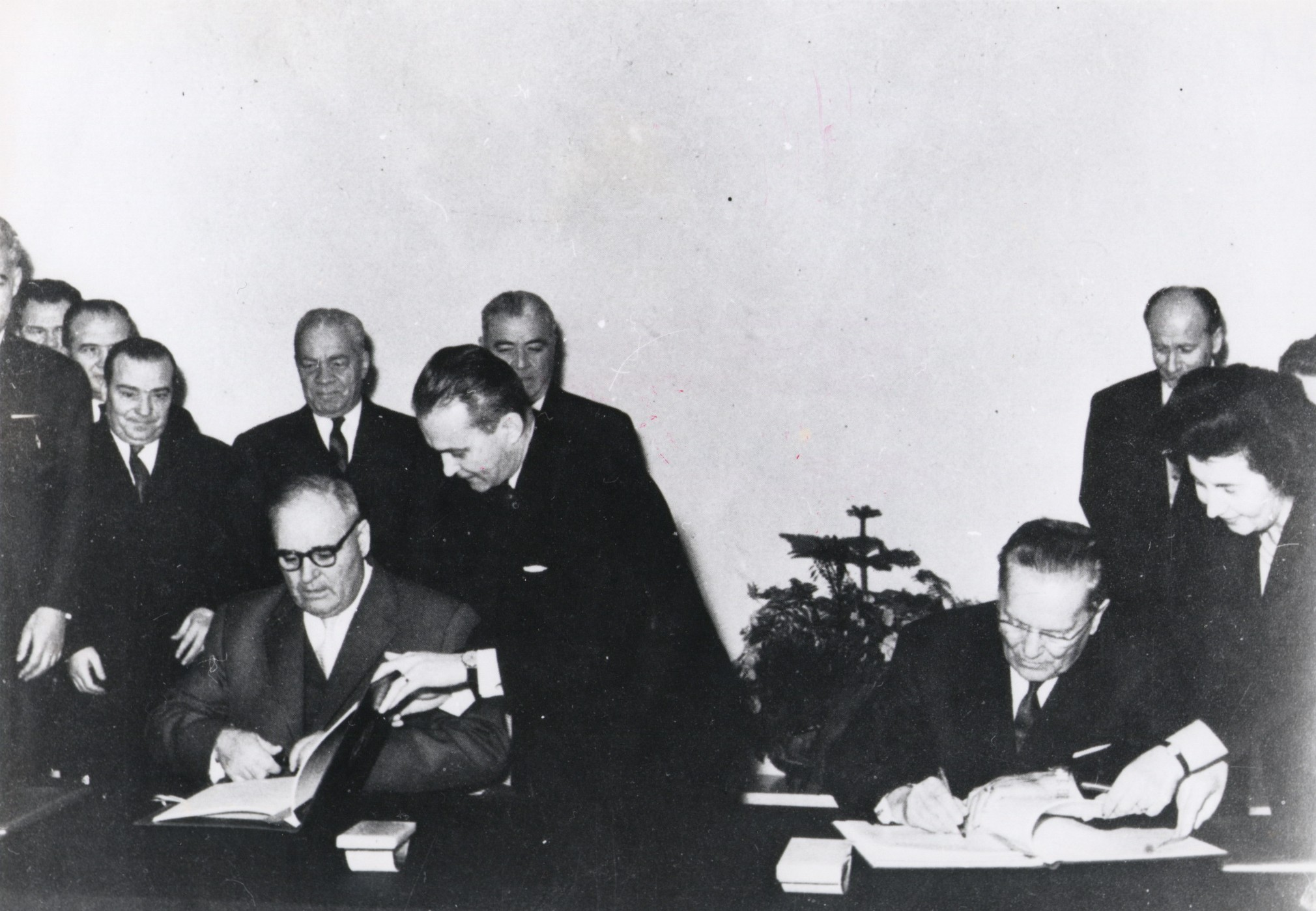
Gheorghe Gheorghiu-Dej și Iosip Broz Tito semnând acordul prin care a început construcția hidrocentralei Porțile de Fier I, 30 noiembrie 1963

Dej a devenit arhitectul unei noi politici externe și economice semiautonome în cadrul Pactului de la Varșovia și a CAER-ului la sfârșitul deceniului al șaselea. El a luat hotărârea creării unei industrii grele, inițiativă care contravenea planurilor moscovite care rezervaseră pentru România rolul de grânar al blocului comunist. Astfel, a fost creat Combinatul siderurgic de la Galați a cărui construcție avea să fie făcută din fonduri din partea FMI. Producția se baza pe minereuri de fier importate din India și Australia. În 1952 s-a început construcția Platformei Petrochimice Borzești cu primul combinat (Rafinăria nr. 10) și a orașului aferent Onești, în mare parte cu forța de muncă a deținuților politici. De asemenea, în 1953 a fost datǎ în exploatare Întreprinderea de Rulmenți Bârlad, care ulterior s-a dezvoltat ajungând la un număr de cca. 9.000 de salariați, cam 1/9 din populația orașului (cca. 80.000 de locuitori la nivelul anului 1989).
România a devenit una dintre principalele țări ale lumii producătoare de oțel, industria construcțiilor de mașini s-a extins în mod considerabil, iar industria chimică a fost dezvoltată excesiv, cu o capacitate de rafinare a petrolului mult peste mărimea producției de materii prime interne. România a început să producă, la prețuri de cost ridicate, dar de o calitate inferioară, avioane civile și militare, tancuri, vase maritime, elicoptere, automobile și computere.
O dezvoltare de mare amploare au căpătat trei ramuri industriale: industria siderurgică, industria petrochimică și industria constructoare de mașini. România, lipsită de surse suficiente de materii prime interne, a fost silită să se bazeze pe importuri, obținute uneori la prețuri extrem de mari. În plus, scăderea cererii de oțel, de mașini-unelte și produse petrochimice pe piața mondială, în ultimul deceniu al regimului Gheorghiu-Dej, a limitat posibilitățile de export al produselor industriale românești și, implicit, a redus masiv fondurile valutare astfel obținute. Lipsa de competitivitate a produselor românești, datorată mai ales calității lor slabe și unor tehnologii învechite, a obligat România să-și vândă mărfurile industriale la prețuri inferioare costurilor lor de producție, în cea mai mare parte pe piețele Lumii a treia și deseori în cadrul unor schimburi de troc sau pe credit.

## Perioada de după Stalin

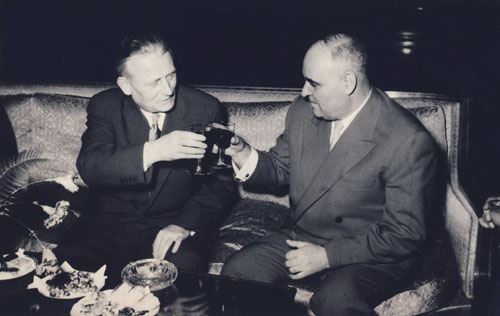
Gheorghiu-Dej ciocnind paharul cu Antonín Novotný, președintele Cehoslovaciei.

În același timp, au fost inițiați numeroși pași pentru eliminarea influenței Sovromurilor și pentru eliminarea influenței culturale a URSS-ului (desființarea editurii Cartea Rusă, de exemplu).
În 1952 a fost numit prim-ministru, ceea ce a implicat numirea lui Petru Groza -prim-ministru în acel moment - la șefia prezidiului MAN, în locul lui Parhon, întrucât - spuneau tovarășii săi de partid - „Parhon a mai îmbătrânit."

În 1958, Gheorghiu-Dej (secondat de mai vechiul său protejat, Nicolae Ceaușescu) a obținut o victorie politică importantă, reușind să determine guvernul sovietic să retragă ultimii militari ai Armatei Roșii de pe teritoriul României. Biroul Politic al PMR a cerut în august 1955 lui N. S. Hrușciov, prin intermediul lui Emil Bodnăraș, retragerea trupelor sovietice din România. Acceptarea de către Bodnăraș a acestui risc atât de mare ar fi fost determinată de dorința răscumpărării vinei de a fi dezertat în URSS, fiind ofițer al armatei române. 
„Erau trupele soviectice... era regim de ocupație și Gheorghiu-Dej a putut să estompeze cât i-a stat în măsură... căci altfel era și glonțul asupra lui. El nu avea studii mari. Era un CFRist care avea rigoarea chefereului - a doua armată. El a știut să se muleze pe așteptările sovieticilor. Iar când a venit Hrușciov la putere cunoscându-i foarte bine viciile - mulțumim și acuma vinului de Lechința și fetelor ardelence de la Cluj - atunci a semnat Hrușciov angajamentul de plecare al trupelor sovietice din România. Începând cu 1958, lucru care s-a terminat în 1962.” (Mircea Chelaru - fost șef al Marelui Stat Major al Armatei Române)
Retragerea efectivă a trupelor sovietice a avut loc în iulie 1958. După această dată, Dej a încurajat sentimentele antisovietice. În scrierile istorice a început să se facă referiri la Basarabia românească, iar în ultimii ani ai regimului dejist, cu autorizarea Comitetului Central, au fost publicate textele lui Karl Marx care fuseseră cenzurate până atunci – cele care făceau referire la imperialismul țarist și la ocuparea teritoriilor românești care făceau parte în anii 1960 din Uniunea Sovietică.
În 1957, Iosif Chișinevschi și Miron Constantinescu, cu asentimentul lui Constantin Pârvulescu, au încercat destituirea lui Dej din funcția de prim-secretar al partidului, dar nu au reușit (datorită eșecului de a câștiga sprijinul lui Alexandru Moghioroș). I. Chișinevschi și M. Constantinescu l-au atacat pe Gheorghiu-Dej de pe pozițiile luptei împotriva „cultului personalității" și l-au prezentat ca pe „un mic Stalin" al României. (Florin Constantiniu, 1997, op. cit) „Deviaționiștii de dreapta” au fost apoi pe scurt epurați din organele de conducere.
În ultimii săi ani de conducere, Gheorghe Gheorghiu-Dej a luat hotărârea stabilirii de relații diplomatice cu statele occidentale capitaliste, inclusiv cu Statele Unite ale Americii. Astfel de inițiative au fost încurajate de SUA, președintele Lyndon B. Johnson considerând că România devenise un stat comunist prieten („friendly communist country”) în contextul Războiului Rece. În acțiunile de strângere a relațiilor diplomatice, Dej a fost secondat de Gheorghe Gaston Marin, vicepremierul guvernului. Marin a fost ultimul colaborator al lui Dej care a fost îndepărtat de Nicolae Ceaușescu din guvernul comunist român în 1982. Gaston Marin avea să emigreze mai târziu în Israel. Gheorghe Gheorghiu-Dej a fost Președinte al Consiliului de Stat în perioada 25 martie 1961- 19 martie 1965.
Pe 27 septembrie 1960, Gheorghe Gheorghiu-Dej, secretarul general al PMR, conducător suprem al României, s-a adresat Adunării Generale a ONU, reunită în a XV-a Sesiune. 

## Moartea și moștenirea politică

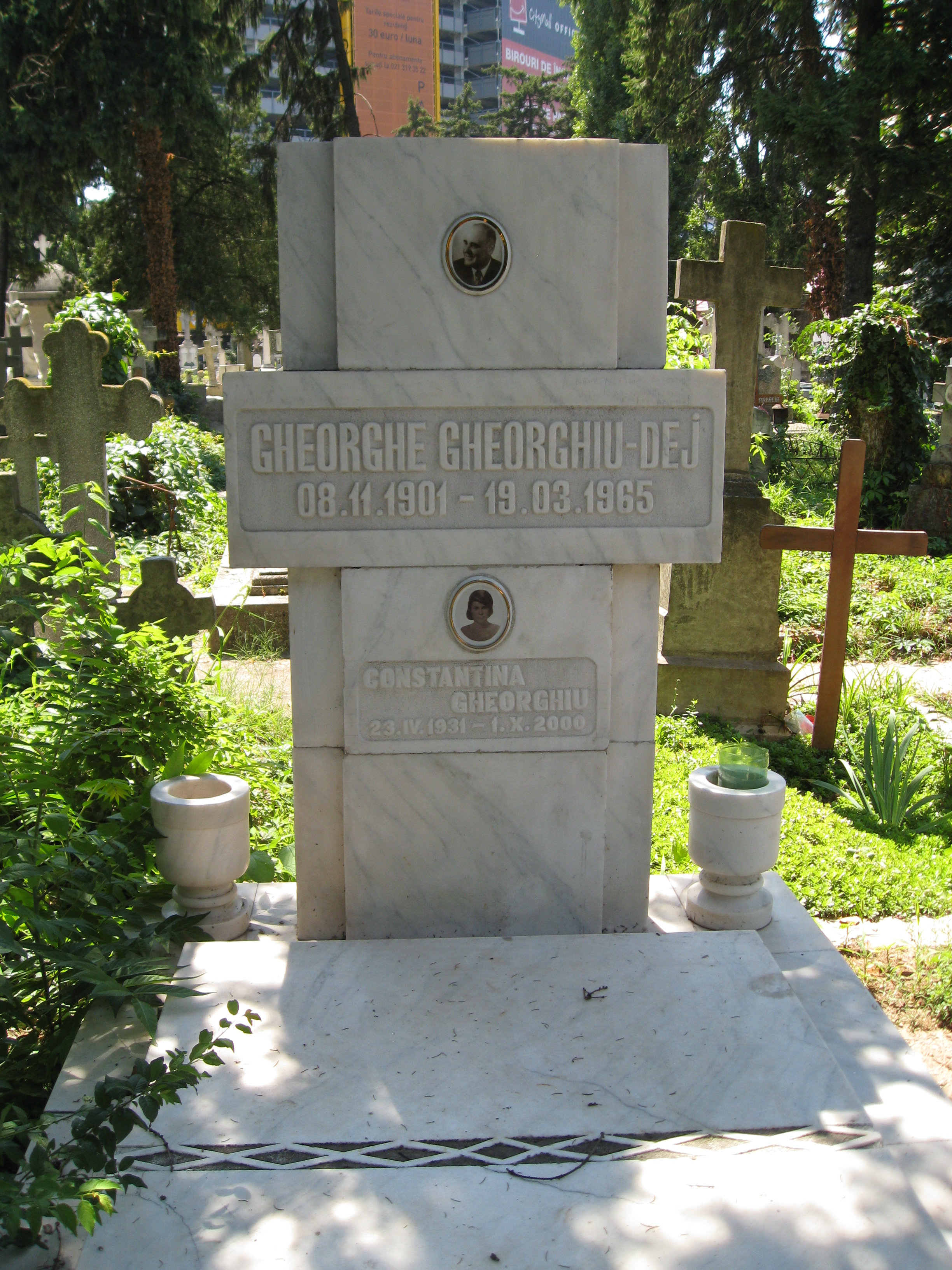
Mormântul lui Dej

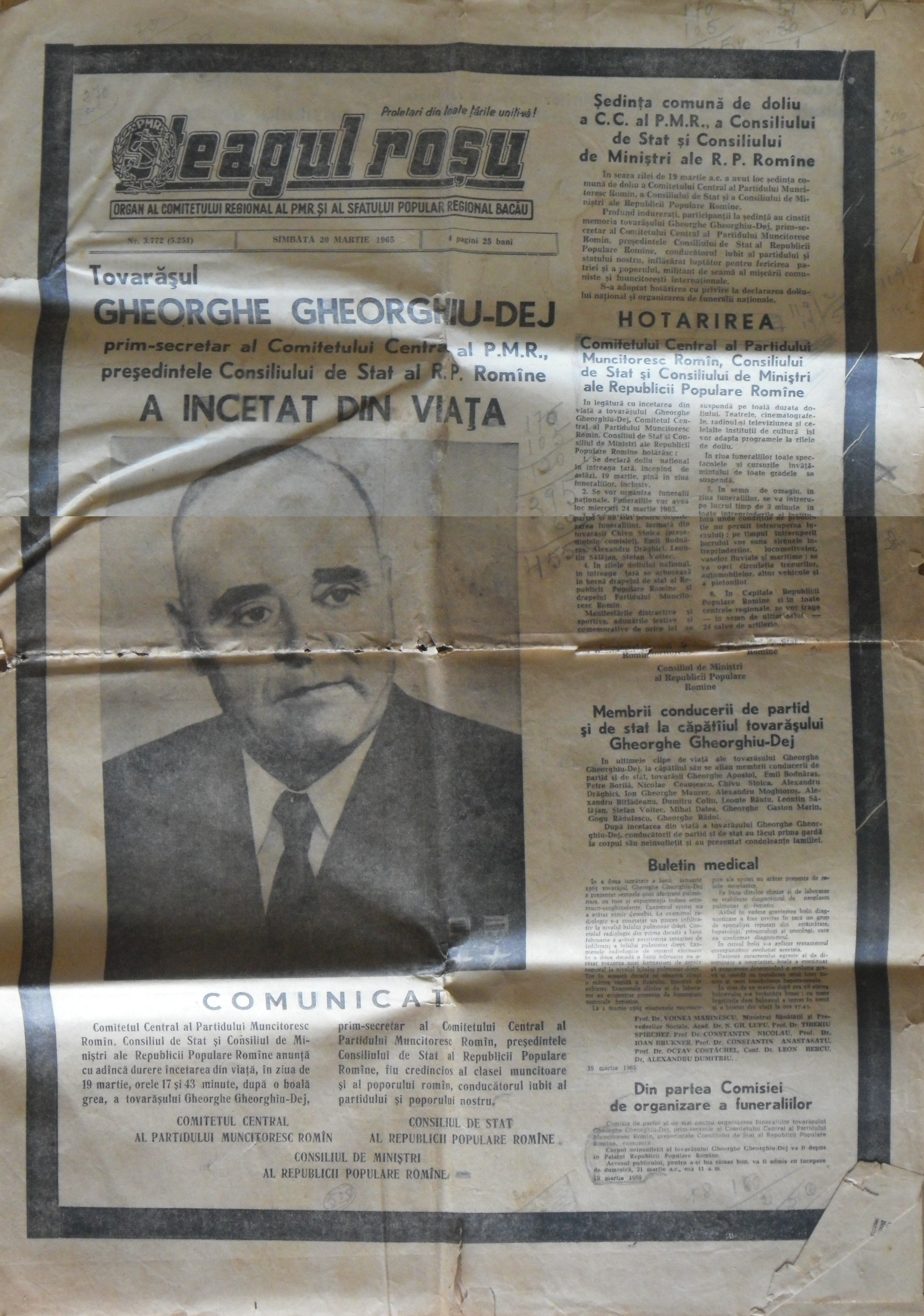
O ediție a ziarului „Steagul Roșu”-prin Organul Comitetului Central al P.M.R., anunță moartea președintelui României

Gheorghe Gheorghiu-Dej a murit pe 19 martie 1965 de cancer la plămâni. Au existat numeroase zvonuri cu privire la o iradiere intenționată a liderului comunist în timpul ultimei sale vizite la Varșovia, ca urmare a politicii sale tot mai independente. Ion Mihai Pacepa aducea un argument în favoarea teoriei iradierii lui Dej, reproducând afirmațiile lui Nicolae Ceaușescu, care îl informase despre cei „zece lideri internaționali pe care Kremlinul i-a ucis sau a încercat să-i ucidă” (László Rajk și Imre Nagy din Ungaria; Lucrețiu Pătrășcanu și Gheorghiu-Dej din România; Rudolf Slánský și Jan Masaryk din Cehoslovacia; șahinșahul Iranului; liderul Palmiro Togliatti din Italia; președintele american John Fitzgerald Kennedy și liderul chinez Mao Zedong).
Gheorghe Apostol a declarat într-un interviu TV, că Dej s-a iradiat singur, din întămplare, sau neglijență, cu o mostră de uraniu păstrată ca suvenir din prima șarjă scoasă de minerii români după plecarea sovieticilor.
Gheorghe Apostol mai susținea că el fusese numit personal de Dej ca succesor la conducerea partidului, dar Ion Gheorghe Maurer, care îl privea cu deosebită ostilitate, a manevrat în așa fel încât în fruntea partidului să fie ales Nicolae Ceaușescu, unul dintre protejații liderului decedat și un personaj de prim-plan în partid.

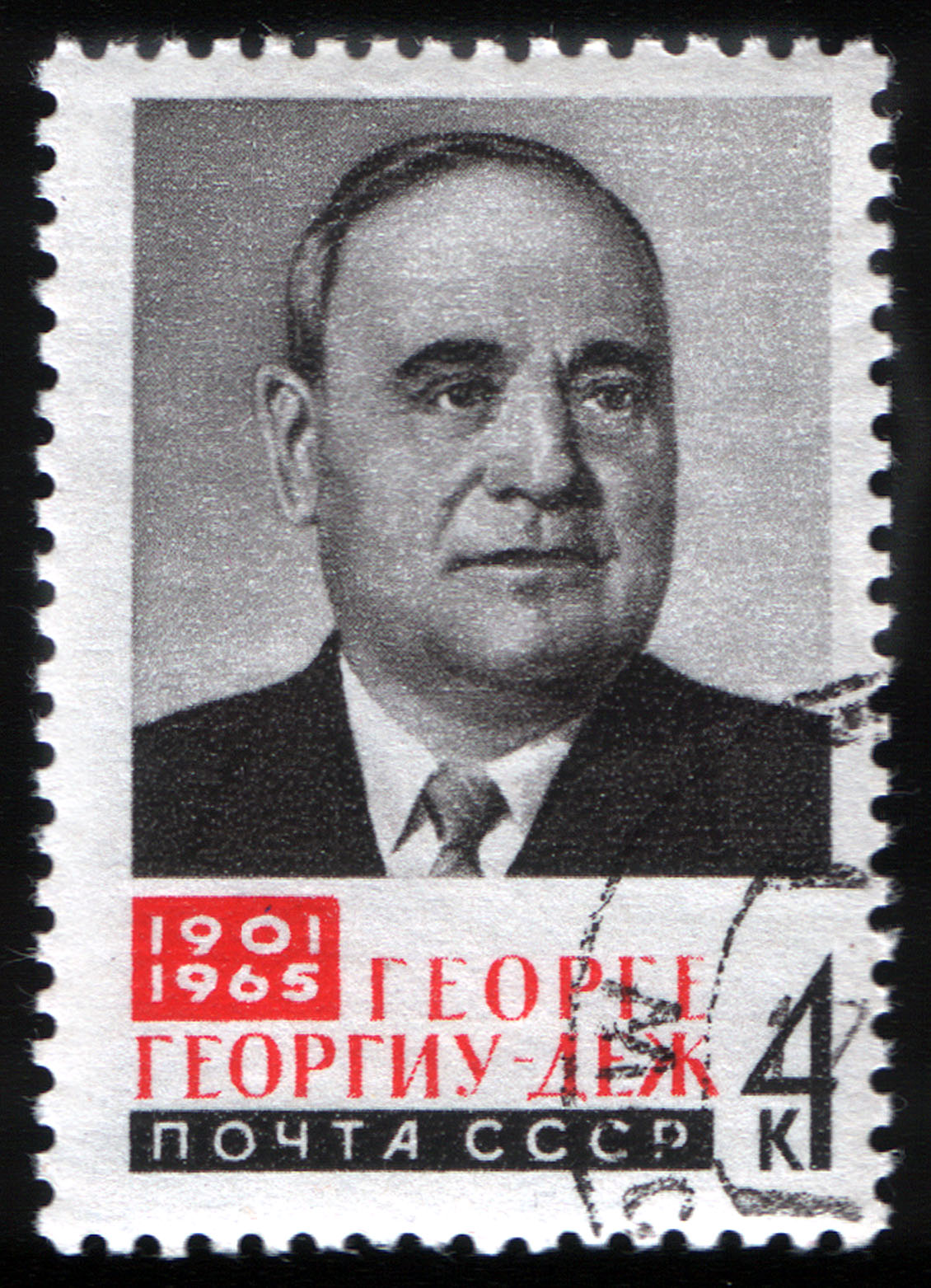
Timbru sovietic înfățișându-l pe Dej

Trupul îmbălsămat al lui Gheorghiu-Dej a fost depus într-un mausoleu din Parcul Libertății din București. După 1990, trupul său a fost exhumat și reînmormântat în cimitirul Bellu (Șerban-Vodă), câteva alei mai sus de mormântul lui Aurel Vlaicu și a câtorva mari generali români (intrarea dinspre Bulevardul Olteniței a cimitirului).
Numele lui Gheorghe Gheorghiu-Dej a fost purtat de Combinatul siderurgic Galați, de Lacul Vidraru, o perioadă de timp de Universitatea Politehnica din București și de municipiul Onești (orașul său preferat, căruia i-a vegheat cu strictețe construcția). De asemenea, orașul rusesc Liski a purtat, în perioada 1965-1990, numele de Gheorghiu-Dej (Георгиу-Деж).
Gheorghiu-Dej a avut două fiice cu soția sa, Maria Alexe: Vasilica (1928-1987) și Constantina (1931 - 2000). Lica Gheorghiu s-a căsătorit cu Marcel Popescu, fost aghiotant al lui Emil Bodnăraș la Ministerul Apărării Naționale. După divorțul de Marcel Popescu, Lica Gheorghiu s-a căsătorit cu inginerul Gheorghe Rădoi, directorul Uzinelor „Steagul Roșu” din Brașov. A fost actriță de film, deținând roluri principale în filmele „Erupția”, „Lupeni 29”, „Harap Alb” sau „Tudor”. Constantina (Tanți), a fost asistentă universitară la Institutul Politehnic din București.
Un amănunt mai puțin cunoscut este modul cum numeroși activiști importanți ai Partidului Comunist Român își botezau odraslele. Astfel Chivu Stoica, Leontin Sălăjan și Teohari Georgescu și-au botezat fiicele cu numele de Ana în privința considerației pe care aceștia o purtau Anei Pauker, ei considerând părerile și opiniile ei ca fiind infailibile. În mod similar Emil Bodnăraș, Gheorghe Apostol, Iosif Chișinevschi, Ghizela Vass, Alexandru Sencovici și Vasile Vîlcu și-au botezat băieții cu numele de Gheorghe în semn de apreciere a lui Gheorghe Gheorghiu Dej. Nicolae Ceaușescu a fost o excepție deoarece și-a botezat copiii cu numele de Valentin, Zoe și Nicolae.

## Distincții
- Medalia „A cincea aniversare a Republicii Populare Române” (24 decembrie 1952) „pentru lupta și munca duse în vederea făuririi, consolidării și prosperării Republicii Populare Române”[30]
- Ordinul „23 August” clasa I (12 august 1959) „pentru îndelungată activitate în mișcarea muncitorească, pentru contribuția activă la răsturnarea dictaturii militaro-fasciste și instaurarea regimului democrat-popular, pentru merite deosebite în opera de construire a socialismului”[31]
- Medalia „40 de ani de la înființarea Partidului Comunist din Romînia” (6 mai 1961) „pentru activitate îndelungată în mișcarea muncitorească și merite în opera de construire a socialismului”[32]
- Medalia „A XX-a Aniversare a Eliberării Patriei” (18 august 1964) „pentru merite deosebite în opera de construire a socialismului, cu prilejul celei de a XX-a aniversări a eliberării patriei”[33]
- Medalia jubiliară „A XX-a Aniversare a Zilei Forțelor Armate ale Republicii Populare Romîne” (21 octombrie 1964) „pentru merite deosebite în făurirea și întărirea Forțelor Armate ale Republicii Populare Romîne, cu prilejul celei de a XX-a aniversări a Zilei Forțelor Armate”[34]